# Xiphocheilus
 Xiphocheilus és un gènere de peixos de la família dels làbrids i de l'ordre dels perciformes.

## Taxonomia
- Xiphocheilus quadrimaculatus (Günther, 1880)
- Xiphocheilus typus (Bleeker, 1857)[2][3][4][5]